# Cerastium verticifolium
Cerastium verticifolium là loài thực vật có hoa thuộc họ Cẩm chướng. Loài này được R.L.Dang & X.M.Pi mô tả khoa học đầu tiên năm 1995.